# Bondy
Bondy ist eine französische Stadt im Département Seine-Saint-Denis mit 51.066 Einwohnern (Stand 1. Januar 2022). Die Stadt liegt unmittelbar östlich von Paris neun Kilometer von der Porte de Pantin und bildet heute einen Teil von dessen Banlieue. Die Einwohner werden Bondynois genannt.

## Geographie
Die Stadt hat eine Fläche von 547 ha. Die angrenzenden Gemeinden sind Aulnay-sous-Bois, Les Pavillons-sous-Bois, Villemomble, Rosny-sous-Bois, Noisy-le-Sec, Bobigny und Le Blanc-Mesnil.

## Geschichte
Der Name Bondy wird das erste Mal gegen 600 als Bonitacium erwähnt. Er leitet sich von Bonitius ab, einem gallo-römischen Landbesitzer. Früher war das Gebiet noch vom Wald von Bondy bedeckt, in dem es viele Straßenräuber gab.
Am 3. Januar 1905 wurde ein Drittel des Gebietes abgetrennt und die Gemeinde Les Pavillons-sous-Bois gebildet.
Noch in den 1950er Jahren war Bondy ein Dorf. Zu Beginn der 1960er Jahre wuchs die Zahl der Einwohner rasant, als auf dem Gemeindegebiet Großwohnsiedlungen in Plattenbauweise entstanden, in denen sich viele sozial schwächere Familien niederließen, seit den 1970er Jahren auch Einwanderer aus dem Maghreb und Subsahara-Afrika.

## Verkehr
Bondy liegt an der Eisenbahnstrecke Paris–Meaux und der Linie E des RER. Zwischen Bondy und Aulnay-sous-Bois verkehrt seit November 2006 die Straßenbahnlinie T4.
Westlich liegt das Autobahndreieck A3-A86. Bondy wird in Ost-West-Richtung von der Nationalstraße N 3 und dem Canal de l’Ourcq durchquert.

## Persönlichkeiten
- Claude-Carloman de Rulhière (1735–1791), Dichter und Historiker
- Romain Winding (1951–2023), Kameramann
- William Motti (* 1964), Leichtathlet
- Olivier Couvreur (* 1970), Autorennfahrer
- Thomas de Pourquery (* 1977), Jazzmusiker
- Muriel Hurtis (* 1979), Sprinterin
- Bakaye Traoré (* 1985), Fußballspieler
- Élodie Fontan (* 1987), Schauspielerin
- Serge Gakpé (* 1987), Fußballspieler
- Steven Joseph-Monrose (* 1990), Fußballspieler
- Audrey Tcheuméo (* 1990), Judoka
- Jimmy Vicaut (* 1992), Leichtathlet
- Karidja Touré (* 1994), Filmschauspielerin
- Walide Khyar (* 1995), Judoka
- Quentin Halys (* 1996), Tennisspieler
- Harold Moukoudi (* 1997), französisch-kamerunischer Fußballspieler
- Axelle Étienne (* 1998), BMX-Rennfahrerin
- Jonathan Ikoné (* 1998), Fußballspieler
- Kylian Mbappé (* 1998), Fußballspieler
- Randal Kolo Muani (* 1998), Fußballspieler
- Nassira Konde (* 1999), Rugby-Union und Siebener-Rugby-Spielerin
- Tiakola (* 1999), Rapper
- William Saliba (* 2001), Fußballspieler
- Mohamed Achi (* 2002), französisch-marokkanischer Fußballspieler
- Jérémy Jacquet (* 2005), Fußballspieler
- Axel Tape (* 2007), Fußballspieler ivorischer Abstammung